# اینترسرو
اینترسرو (انگلیسی: Interserve) شرکت ساخت‌وساز بریتانیایی است، که در سال ۱۸۸۴ تأسیس شد.